# Gare de Hundling
Gare de Hundling – stacja kolejowa w miejscowości Hundling, w departamencie Mozela, w regionie Grand Est, we Francji. Jest zarządzana przez SNCF i obsługiwana przez pociągi TER Grand Est.

## Położenie
Znajduje się na linii Haguenau – Falck-Hargarten, na km 91,063 między stacjami Sarreguemines i Farschviller, na wysokości 225 m n.p.m.

## Linie kolejowe
- Linia Haguenau – Falck-Hargarten